# Ivo Ulich
Ivo Ulich (sinh ngày 5 tháng 9 năm 1974) là một cầu thủ bóng đá người Cộng hòa Séc.

## Đội tuyển bóng đá quốc gia Cộng hòa Séc
Ivo Ulich thi đấu cho đội tuyển bóng đá quốc gia Cộng hòa Séc từ năm 1997 đến 2000.

## Thống kê sự nghiệp
| Đội tuyển bóng đá Cộng hòa Séc | Đội tuyển bóng đá Cộng hòa Séc | Đội tuyển bóng đá Cộng hòa Séc |
| Năm                            | Trận                           | Bàn                            |
| ------------------------------ | ------------------------------ | ------------------------------ |
| 1997                           | 3                              | 0                              |
| 1998                           | 2                              | 0                              |
| 1999                           | 1                              | 0                              |
| 2000                           | 2                              | 1                              |
| Tổng cộng                      | 8                              | 1                              |